# João Bernardo Vieira (político)
João Bernardo Vieira (Bissau, 17 de agosto de 1977) é um político guineense que actuou como Secretário de Estado dos Transportes e Telecomunicações em 2014 e novamente em 2015.

## Biografia
É licenciado em Direito pela Universidade Lusíadas de Lisboa, em 2002. Mestrado em Desenvolvimento Internacional pela Universidade Brandeis ,em Waltham, Massachusetts , em 2010.  Foi Director de Serviço dos Acordos Comerciais Multilaterais no Ministério do Comércio. Em 2011, foi Administrador da Autoridade Reguladora Nacional das Tecnologias de Informação e Comunicação. Membro do conselho de jurisdição do PAIGC 2008/14; membro do bureau político , foi porta-voz do partido PAIGC.